# Pleurocrypta galateae
Pleurocrypta galateae là một loài chân đều trong họ Bopyridae. Loài này được Hesse miêu tả khoa học năm 1865.